# Luiz Gastão de Orléans e Bragança
Luiz de Orléans e Bragança (Mandelieu-la-Napoule, 6 de junho de 1938 – São Paulo, 15 de julho de 2022) foi um descendente da família imperial brasileira e pretendente ao extinto trono do Brasil de 1981 até sua morte, em julho de 2022. Filho mais velho de Pedro Henrique de Orléans e Bragança, foi seu herdeiro aparente de 1938 até 5 de julho de 1981, quando assume a chefia da Casa Imperial do Brasil.
Nascido na França, onde sua família vivia desde o exílio, Luiz se mudou para o Brasil em 1945, com o fim da Segunda Guerra Mundial. Teve seus estudos primários no Rio de Janeiro e em Jacarezinho, e seguiu então para a Europa, onde cursou Ciências Políticas e Sociais na Universidade de Paris, na França, e depois Química e Física na Universidade de Munique, na Alemanha. Formado, retornou ao Brasil em 1967, estabelecendo-se em São Paulo e assumindo a direção do Secretariado do pai, que então residia no Sítio Santa Maria, em Vassouras.
Junto a seus irmãos, Bertrand e Antonio, desempenhou importantes papéis durante a campanha para o Plebiscito de 1993, onde o povo foi solicitado a escolher qual forma de governo o Brasil deveria ter: república ou monarquia constitucional; e qual forma de organização estatal: presidencialista ou parlamentarista. A causa monárquica não teve sucesso, recebendo 13,2% dos votos contra 66% da república. Ao longo das quatro décadas seguintes Luiz percorreu todo o Brasil, participando de encontros monárquicos e eventos correlatos. Viajou também aos Estados Unidos e à Europa, proferindo palestras e participando de eventos culturais. Luiz concedia audiências em seu secretariado e procurava dirigir-se aos brasileiros através de comunicados e declarações à imprensa, sendo sempre entrevistado por jornalistas que desejavam conhecer suas opiniões acerca dos mais variados assuntos.
Cada vez mais recluso por seus problemas de saúde, Luiz morreu no dia 15 de julho de 2022, no Hospital Santa Catarina, em São Paulo. Luiz foi sucedido na chefia da Casa Imperial por seu irmão, Bertrand.

## Infância e juventude

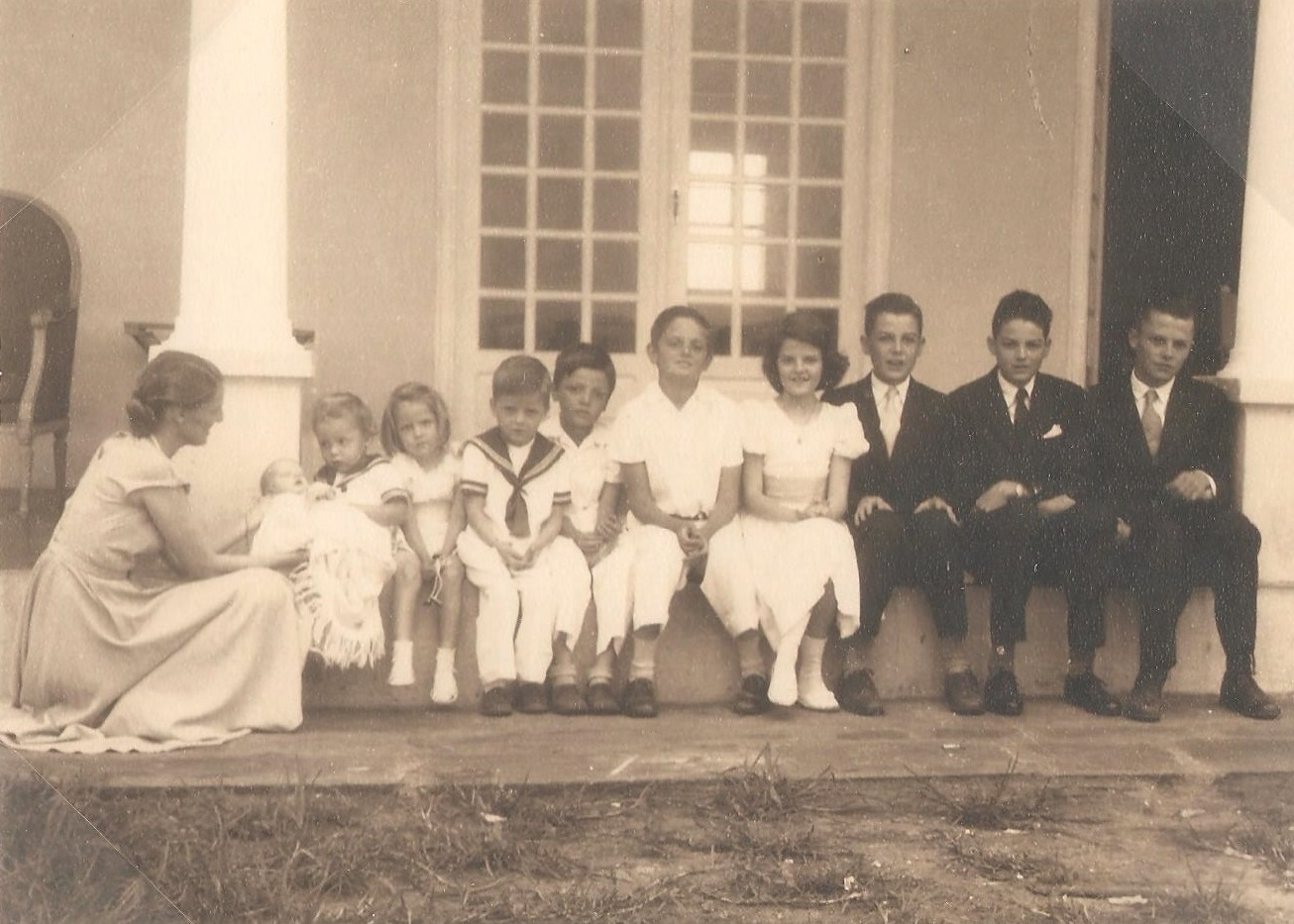
Maria Isabel e seus dez filhos mais velhos em Jundiaí do Sul-PR, em 1957.Museu da Moda Brasileira.

Luiz nasceu em 6 de junho de 1938 na casa de sua avó paterna em Mandelieu-la-Napoule, na França, onde sua família vivia desde o exílio da família imperial brasileira. Era o primeiro filho de Pedro Henrique de Orléans e Bragança, e de sua esposa, a Maria Isabel da Baviera. Foi batizado na Capela do Mas-Saint-Louis, seus padrinhos foram: o seu tio materno, o Ludwig da Baviera, e sua avó paterna, sendo nomeado Luiz Gastão em homenagem ao tio paterno, falecido ainda jovem. O seu pai era o filho mais velho do Luís de Orléans e Bragança e da Maria Pia das Duas Sicílias, e a sua mãe era a filha mais velha do Franz da Baviera e da Isabelle de Croÿ, e neta de Ludwig III, último rei da Baviera. Luiz ainda era bisneto da Princesa Isabel, trineto de Pedro II, o último imperador do Brasil, e tetraneto de Pedro I, imperador do Brasil e rei de Portugal, bem como em linha reta masculina de Luís Filipe I, último rei da França.
Luiz viu o Brasil pela primeira vez em 1945, após o término da Segunda Guerra Mundial, quando se estabeleceu definitivamente neste país, no Rio de Janeiro, depois no Paraná e finalmente em São Paulo, onde residiu até o fim da vida. Estudou em colégios tradicionais – como o carioca Colégio Santo Inácio, dos jesuítas – e mais tarde partiu para Paris, onde cursou Ciências Políticas e Sociais na Universidade de Paris, e depois Química e Física na Universidade de Munique entre 1962 a 1967. Falava fluentemente português, francês e alemão, e compreendia espanhol, italiano e inglês.
Com a morte do pai, em 1981, tornou-se pretendente ao título de Chefe da Família Imperial, pretensão essa que manteve até a data de sua morte.

## Herdeiros
Dos onze irmãos de Luís, dois permaneceram solteiros, sete renunciaram a seus supostos direitos dinásticos para contrair casamentos desiguais, e apenas dois contraíram casamentos dinásticos com outro membro da realeza.
Tendo Luís permanecido solteiro durante toda sua vida, e sem filhos, a chefia da Casa Imperial passou para seu terceiro filhos de seus pais, Bertrand, pois o segundo, Eudes, renunciou a seus supostos direitos, por si e por sua futura descendência, em 1966, tendo morrido em 2020, antes mesmo de Luís. Sua irmã Isabel Maria morreu em 2017, solteira e sem descendência. O quinto e sexto filhos de seus pais, Pedro de Alcântara e Fernando, renunciaram em 1972.
O sexto irmão, Antônio, seria o próximo na sucessão da chefia da Casa Imperial, mas este morreu em 2024. Tendo Antônio contraído casamento dinástico com a belga Christine de Ligne, sua descendência qualifica-se à sucessão. Teve quatro filhos, sendo que o primogênito morreu no acidente aéreo do voo Air France 447 sem deixar descendência. A filha mais velha renunciou aos direitos dinásticos em 2014, pelo que o primeiro e segundo na linha de sucessão são Rafael e Maria Gabriela, que são solteiros. 
A oitava filha de seus pais, Eleonora, também contraiu casamento dinástico, com o Michel de Ligne, com quem teve dois filhos: Alix, que renunciou em 2016; e Henri, que segue solteiro, sendo Eleonora e Henri os próximos.
Os demais irmãos, Francisco, Alberto, Maria Teresa e Maria Gabriela, renunciaram em 1980, 1983, 1995 e 2003 respectivamente.

## Morte
Luiz teve uma série de problemas de saúde nos anos 2010. A família anunciou, em 10 de junho de 2022, que havia sido internado no hospital Santa Catarina em São Paulo. No dia 8 de julho, também informou que, após ficar diversos dias internado, inclusive na unidade de terapia intensiva (UTI), seu estado era irreversível. Por fim, comunicou seu falecimento em 15 de julho de 2022.
Por sua morte, foi decretado luto oficial em todo o Brasil, pelo período de um dia, por decreto do Presidente da República Jair Messias Bolsonaro. Em 16 de julho de 2022, o Itamaraty publicou nota de pesar em sua honra e agregou: "Dom Luiz é agora sucedido por seu irmão Dom Bertrand na chefia da Casa Imperial, a quem caberá a missão de representar os descendentes do fundador do Brasil neste ano do Bicentenário da Independência". A nota foi criticada por atentar contra a natureza laica e republicana do Estado, definida constitucionalmente, assim como pela inexistência de títulos nobiliárquicos no país, e foi atribuída à problemática gestão da pasta das relações exteriores durante o governo Bolsonaro.
O velório aconteceu em 16, 17 e 18 de julho de 2022, na sede do Instituto Plinio Corrêa de Oliveira, em São Paulo, reunindo monarquistas de todo o Brasil. A Missa que antecedeu o sepultamento (no Cemitério da Consolação) foi celebrada aos 18 de julho na paróquia de Santa Teresinha, na Capital do Estado de São Paulo.

## Honras
- Cavaleiro da Ordem de Santo Huberto[26]

## Ancestrais
| Linha paterna |
| --- |
| A linha paterna é aquela passada de pai para filho, de bastante interesse na genealogia. 1. Marcomero, líder tribal franco, chamado pelos romanos de dux (duque; mas no sentido de líder militar inimigo), ?-392 2. Faramundo, líder tribal franco, 370-427 3. Clódio, líder tribal franco, 392-449 4. Meroveu, líder tribal franco, 411-458 5. Quilderico, líder tribal franco, descrito como um rei (Latim: Rex) pelos romanos, 436-482 6. Clóvis, Rei dos Francos, 466-511 7. Clotário I, Rei dos Francos, 498–561 8. Cariberto I, Rei dos Francos, 517-567 9. Cariberto de Hesbaye, 555-636 10. Roberto II, (mordomo do palácio), ?-678 11. Lamberto de Hesbaye, c.665?–741? 12. Roberto I de Hesbaye, c.700–764 13. Turimberto, Conde de Hesbaye, 735-770 14. Roberto II de Hesbaye, ?–807 15. Roberto III de Worms, 800–834 16. Roberto, o Forte, 815–866 17. Roberto I da França, 866–923 18. Hugo, o Grande, 898–956 19. Hugo Capeto, c.941–996 20. Roberto II da França, 972—1031 21. Henrique I da França, 1008—1060 22. Filipe I da França, 1052—1108 23. Luiz VI da França, 1081—1137 24. Luiz VII da França, 1120—1180 25. Filipe II da França, 1165—1223 26. Luiz VIII da França, 1187—1226 27. Luiz IX da França, 1214—1270 28. Roberto de França, Conde de Clermont, 1256—1317 29. Luiz I, Duque de Bourbon, 1280—1342 30. Jaime I de Bourbon, 1315—1362 31. João I de Bourbon, 1344—1393 32. Luiz de Bourbon, Conde de Vendôme, 1376—1446 33. João II de Bourbon, Conde de Vendôme, 1428—1476 34. Francisco de Bourbon, Conde de Vendôme, 1470—1495 35. Carlos de Bourbon, Duque de Vendôme, 1489—1537 36. António de Bourbon, Duque de Vendôme, 1518—1562 37. Henrique IV da França, 1553–1610 38. Luiz XIII da França, 1601–1643 39. Filipe I, Duque de Orleães, 1640–1701 40. Filipe II, Duque de Orleães, 1674–1723 41. Luiz, Duque de Orleães, 1703–1752 42. Luiz Filipe I, Duque de Orleães, 1725–1785 43. Luiz Filipe II, Duque de Orleães, 1747–1793 44. Luiz Filipe I de França, 1773–1850 45. Luiz de Orléans, Duque dr Némours, 1814–1896 46. Gastão de Orléans, Conde d'Eu, 1842–1922 47. Luiz de Orléans e Bragança, 1878–1920 48. Pedro Henrique de Orléans e Bragança, 1909–1981 49. Luiz Gastão de Orleans e Bragança, 1938–2022 |